# Postoje v taekwondu
Postoje jsou v taekwondu součástí základních technik. Jejich účinnost je velké míře závislá na správně provedeném postoji, který zlepšuje stabilitu, hbitost, rovnováhu a pružnost. Každá technika v taekwondu vychází z určitého postoje.

## Základní postoje
| Nákres | Jméno         | Popis |
| ------ | ------------- | --- |
|        | Naranhi sogi  | Postoj je široký jednu šířku ramen (měřeno od malíkových hran chodidel). Chodidla směřují dopředu. Tělo je vzpřímené. Jeho váha je rozprostřena rovnoměrně mezi obě nohy. |
|        | Konnun sogi   | Postoj je široký jednu šířku ramen (měřeno od středů chodidel) a dlouhý jeden a půl šíře ramen (měřeno mezi špičkami palců chodidel). Přední chodidlo směřuje rovně, zadní je vytočené 25 stupňů. Váha těla je rozprostřena rovnoměrně mezi obě nohy. Přední noha je pokrčená tak, aby byl přední okraj kolene kolmo nad zadním okrajem paty. Zadní noha je napjatá. Postoj se nazývá pravý nebo levý podle toho, která noha je vpředu. |
|        | Niundža sogi  | Postoj je široký 2,5 cm (měřeno od palce přední nohy k patě zadní nohy, mimotechnická pomůcka: šířka na 2 prsty) a dlouhý jeden a půl šíře ramen (měřeno od prstů přední nohy k malíkové hraně zadní nohy). Přední chodidlo je vtočené 15 stupňů, zadní je vytočené 75 stupňů. Váha těla je rozprostřena ze 30 % na přední nohu a ze 70 % na zadní nohu. Přední noha je pokrčená tak, aby byl přední okraj kolene kolmo nad zadním okrajem paty. Zadní noha je pokrčená tak, aby byl přední okraj kolene kolmo nad prsty. Postoj se nazývá pravý nebo levý podle toho, která noha je vzadu. |
|        | Annun sogi    | Postoj je široký jeden a půl šíře ramen (měřeno mezi palcovými hranami chodidel). Obě chodidla směřují rovně. Váha těla je rozprostřena rovnoměrně mezi obě nohy. Nohy jsou pokrčené tak, aby přední okraje kolen byly kolmo nad prsty. |
|        | Kodžong sogi  | Postoj je široký 2,5 cm (měřeno od palce přední nohy k patě zadní nohy) a dlouhý jeden a půl šíře ramen (měřeno od prstů přední nohy k palcové hraně zadní nohy). Přední chodidlo je vtočené 15 stupňů, zadní je vytočené 75 stupňů. Váha těla je rozprostřena rovnoměrně mezi obě nohy. Obě nohy jsou pokrčené. Postoj se nazývá pravý nebo levý podle toho, která noha je vpředu. |
|        | Twitpal sogi  | Postoj je dlouhý jednu šířku ramen (měřeno od prstů přední nohy k malíkové hraně zadní nohy). Přední chodidlo je vtočené 25 stupňů, zadní je vytočené 75 stupňů. Většina váhy těla je na zadní noze. Přední noha je pokrčená. Zadní noha je pokrčená tak, aby byl přední okraj kolene kolmo nad prsty. Postoj se nazývá pravý nebo levý podle toho, která noha je vzadu. |
|        | Natčchuo sogi | Postoj je široký jednu šířku ramen (měřeno od středů chodidel) a dlouhý jeden a půl šíře ramen (měřeno od paty přední nohy k prstům zadní nohy). Přední chodidlo směřuje rovně, zadní je vytočené 25 stupňů. Váha těla je rozprostřena rovnoměrně mezi obě nohy. Přední noha je pokrčená. Zadní noha je napjatá. Postoj se nazývá pravý nebo levý podle toho, která noha je vpředu. |
|        | Sudžik sogi   | Postoj je dlouhý jednu šířku ramen (měřeno od prstů přední nohy k palcové hraně zadní nohy). Přední chodidlo je vtočené 15 stupňů, zadní je vytočené 75 stupňů. Váha těla je rozprostřena ze 40 % na přední nohu a ze 60 % na zadní nohu. Obě nohy jsou napjaté. Postoj se nazývá pravý nebo levý podle toho, která noha je vzadu. |

## Další postoje
- Koburjo sogi je přípravný postoj pro boční a zadní kopy.
- Kjočcha sogi je postoj, ve kterém jsou nohy zkřížené a pokrčené. Přední noha, na které je většina váhy těla, je podepřena nohou zadní, která se opírá o zem jen špičkou chodidla.
- Čcharjot sogi je postoj, ve kterém jsou nohy napjaté, paty jsou u sebe a chodidla jsou vytočená 45 stupňů.
- Moa sogi je postoj, ve kterém jsou nohy napjaté a palcové hrany jsou u sebe.

## Speciální postoje
- Webal sogi je postoj na jedné noze, který se používá ke cvičení rovnováhy.
- Musa sogi je širší variantou naranhi sogi. Slouží jako přípravný postoj.
- Sason sogi je postoj, který vychází z postoje annun sogi, v němž je jedna noha posunuta o délku chodidla dopředu nebo dozadu.
- Ogurjo sogi je variantou sason sogi. Vzdálenost mezi chodidly je variabilní.
- Pchaldža sogi je variantou naranhi sogi, v němž jsou nohy vytočené nebo stočené 45 stupňů. Slouží zejména jako přípravný postoj, k útoku či obraně se používá jen zřídka.